# Charles Cornwallis (3e baron Cornwallis)
Charles Cornwallis, 3e baron Cornwallis (28 décembre 1655 - 29 avril 1698) est un homme politique britannique ayant été premier Lord de l'amirauté.

## Biographie
Il succède à son père Charles Cornwallis (2e baron Cornwallis) dans les fonctions de baron Cornwallis en 1673. Le 27 décembre de cette année, à l'Abbaye de Westminster, il épouse Elizabeth Fox (décédée 28 février 1681 à Tunbridge Wells), fille de Stephen Fox. Leur fils Charles lui succède comme 4e baron Cornwallis. Après la mort d'Elizabeth, il épouse Anne Scott, 1re duchesse de Buccleuch, veuve de James Scott (1er duc de Monmouth).